# John Harrison (Chemiker)

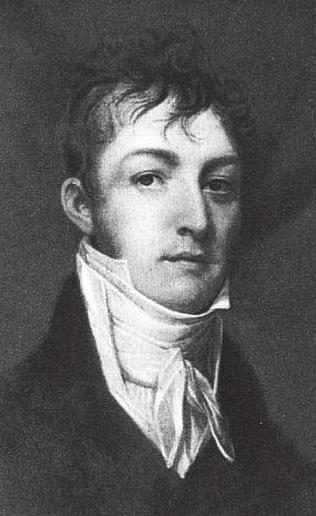
John Harrison

John Harrison (* 17. Dezember 1773 in Philadelphia; † 19. Juli 1833 ebenda) war ein US-amerikanischer industrieller Chemiker.
Er war der sechste Sohn von Thomas Harrison (* um 1640; aus Stoneraise, Castle Sowerby, Cumberland County, England) und Sarah Richards. John Harrison heiratete Lydia Leib, Tochter von Johann Georg Leib und seiner Frau Dorothy, mit der er acht Kinder hatte.
Harrison machte eine Lehre in der Drogerie des Chemikers Townsend Speakman, der den Softdrink Nephite Julep erfunden hatte, und studierte dann zwei Jahre in Europa bei Joseph Priestley (der 1794 nach Philadelphia zog).
1793 begann er in seiner Apotheke mit der ersten Produktion von Schwefelsäure. 1806 produzierte John Harrison & Sons schon 20 Tonnen. Im Folgejahr nahm er Produktionskapazitäten von 250 t/a in Betrieb, was den Bedarf der USA überstieg. Justus Erich Bollmann entwickelte 1813 nach einer Platin-Verarbeitungsmethode von William Hyde Wollaston einen Destillationsprozess auf Platinbasis, um hoch konzentrierte Säure zu erzeugen. Harrison wendete diese Technik als erster an und betrieb die Anlage mit der ersten Destille bis 1828.
Nach John Harrisons Tod übernahmen seine Söhne Thomas Harrison (1805–1900), Michael Leib Harrison (1807–1881) und George Leib Harrison (1811–1885) das Unternehmen unter dem Namen Harrison Brothers & Company. In der nächsten Generation traten John Skelton Harrison, Thomas Skelton Harrison und Georg Leib Harrison (1836–1935) in die Firma ein. 1918 wurde das Unternehmen von DuPont für 5,7 Mio. USD übernommen.